# BlueArc
BlueArc Corporation — виробник мережевих пристроїв зберігання даних зі штаб-квартирою в Сан-Хосе (Каліфорнія, США). Передовим продуктом компанії є сімейство систем зберігання даних Titan 2000, що являють собою високопродуктивні мережеві системи зберігання даних орієнтовані на ринки, які залежать від обробки великих обсягів даних. BlueArc конкурує в цій галузі з такими компаніями як EMC, Network Appliance, Sun Microsystems і менш великими, такими як Isilon.
Серію пристроїв BlueArc відрізняє їх апаратна архітектура, в основі якої лежить технологія ПЛІС (FPGA). Система Titan, яка встановила світовий рекорд за продуктивністю для одиночних і подвійних систем в тесті SPECsfs (тест NFS наданий SPEC.org), має модульну архітектуру, дозволяє технічному персоналу в польових умовах оновлювати системне вбудоване ПЗ, апаратне забезпечення і розширювати сховище.
7 вересня 2011 року BlueArc була куплена компанією Hitachi Data Systems.